# Grusonia robertsii
Grusonia robertsii är en kaktusväxtart som beskrevs av Rebman. Grusonia robertsii ingår i släktet Grusonia och familjen kaktusväxter. Inga underarter finns listade i Catalogue of Life.